# Veleno (film 2023)
Veleno (Poison) è un cortometraggio del 2023 scritto e diretto da Wes Anderson. È tratto dalla serie di racconti Someone like You scritta da Roald Dahl.

## Trama
Un uomo chiama un dottore perché pensa che ci sia un serpente velenoso sotto il lenzuolo sul letto su cui è sdraiato. Il dottore cerca di capire come salvarlo.

## Produzione
Nel settembre 2021 Netflix acquisì la Roald Dahl Story Company per 686 milioni di dollari e confermò la trasposizione cinematografica della raccolta nel gennaio 2022 con Wes Anderson confermato alla regia e alla sceneggiatura. Le riprese si svolsero principalmente a Londra. Il film era originariamente concepito come lungometraggio, ma nel giugno 2023 il regista confermò che si sarebbe trattato di una serie di brevi cortometraggi. Veleno rappresenta il quarto dei quattro cortometraggi.

## Distribuzione
Il cortometraggio è stato distribuito su Netflix il 30 settembre 2023.
Il corto è stato ripubblicato il 15 marzo 2024 su Netflix come film antologico insieme ad altri tre cortometraggi (La meravigliosa storia di Henry Sugar, Il cigno, Il derattizzatore), col titolo La meravigliosa storia di Henry Sugar e altre tre storie.

## Riconoscimenti
- 2021 - Globo d'oro[8]
  - Miglior documentario